# Південноафриканська поліцейська служба

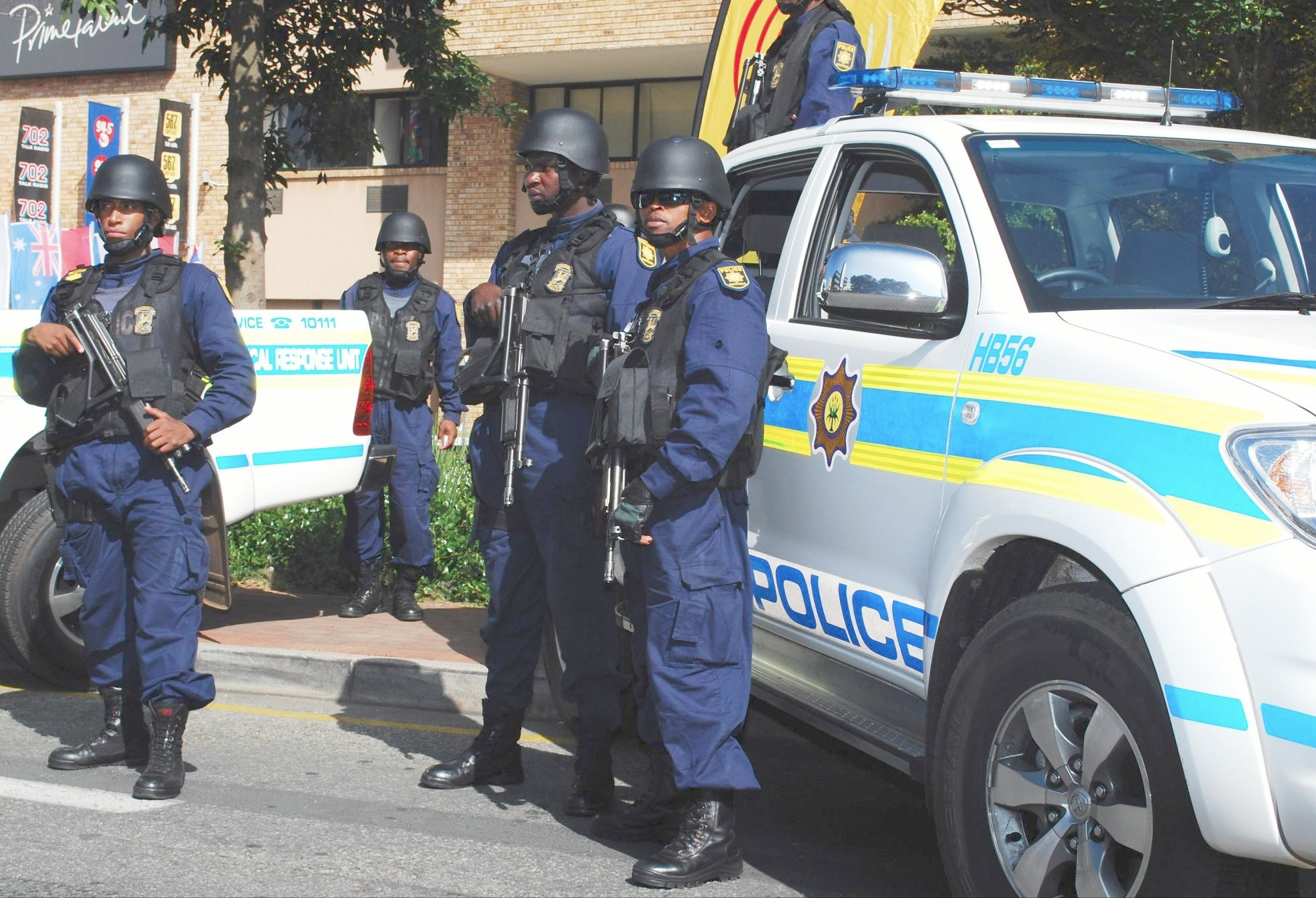
Поліціянти Південно-Африканської Республіки, 2010 р.

Південноафриканська поліцейська служба — національна поліція Південно-Африканської Республіки, що діє під такою назвою з 1995 року. Поділяється на 1154 відділки поліції. Складається з 9 територіальних підрозділів згідно з межами провінцій, у кожній із яких призначається провінційний комісар, підзвітний безпосередньо національному комісару. Головне управління знаходиться у Преторії.
Конституція Південно-Африканської Республіки визначає, що Південноафриканська поліцейська служба відповідає за запобігання злочинам, боротьбу з ними та їх розслідування, охорону громадського порядку, захист і безпеку жителів республіки та їхнього майна, підтримання і забезпечення виконання законів, створення безпечної й захищеного середовища для всіх людей у ПАР, запобігання всьому, що може загрожувати безпеці будь-якої спільноти, розслідування будь-яких злочинів, які загрожують безпеці будь-якої спільноти, забезпечення притягнення злочинців до відповідальності та участь у зусиллях щодо усунення причин злочин.
Amnesty International та інші організації висловлювали серйозне занепокоєння жорстокістю південноафриканської поліції, що включає випадки насильства, катування та позасудові вбивства.

## Історія
Південноафриканська поліцейська служба виводить своє коріння від «Голландської варти» (англ. Dutch Watch) — воєнізованої організації, сформованої 1655 року силами поселенців Капської провінції для захисту цивільних осіб і підтримання законності та порядку. 1795 року Голландську варту взяли під свій контроль британські чиновники, які 1825 року заснували Капську поліцію (що в 1840 році стала поліцією Кейптауна). 1854 року в Дурбані створено правоохоронний підрозділ, який згодом став поліцією боро Дурбан (англ. Durban Borough Police), а в 1935 році — міською поліцією Дурбана (англ. Durban City Police) Законом 3 від 1855 року у Східному Кейпі засновано Прикордонний озброєний та кінний підрозділ поліції (англ. Frontier Armed and Mounted Police Force), переформовані 1878 року у Капських кінних стрільців (англ. Cape Mounted Riflemen).
Після заснування Південно-Африканського Союзу в 1913 році створено Південноафриканську поліцію (ПАП). Через чотири роки Асоціація кінних стрільців відмовилася від своїх цивільних обов'язків перед ПАП, оскільки більшість її стрільців вирушили на фронти Першої світової війни. ПАП і військо підтримували тісні стосунки навіть після того, як поліція 1926 року взяла на себе постійну відповідальність за внутрішній правопорядок. Правоохоронці часто зверталися по допомогу до армії у разі надзвичайних ситуацій. Під час Другої світової війни одна бригада ПАП діяла у Північній Африці у складі 2-ї південноафриканської піхотної дивізії Південноафриканської армії.